# Bedford (Massachusetts)
Bedford és una població dels Estats Units a l'estat de Massachusetts. Segons el cens del 2007 tenia 13.146 habitants.

## Demografia
Segons el cens del 2000, Bedford tenia 12.595 habitants, 4.621 habitatges, i 3.419 famílies. La densitat de població era de 353,9 habitants per km².
Dels 4.621 habitatges en un 34,1% hi vivien nens de menys de 18 anys, en un 64,4% hi vivien parelles casades, en un 7,3% dones solteres, i en un 26% no eren unitats familiars. En el 21,8% dels habitatges hi vivien persones soles el 10,2% de les quals corresponia a persones de 65 anys o més que vivien soles. El nombre mitjà de persones vivint en cada habitatge era de 2,6 i el nombre mitjà de persones que vivien en cada família era de 3,04.
Per edats la població es repartia de la següent manera: un 23,6% tenia menys de 18 anys, un 3,9% entre 18 i 24, un 27,8% entre 25 i 44, un 26,3% de 45 a 60 i un 18,3% 65 anys o més.
L'edat mediana era de 42 anys. Per cada 100 dones de 18 o més anys hi havia 96,3 homes.
Entorn de l'1,4% de les famílies i el 2,5% de la població estaven per davall del llindar de pobresa.